# Столярчук Богдан Валентинович
Богда́н Валенти́нович Столярчу́к — український військовослужбовець, полковник Збройних сил України, учасник російсько-української війни. Повний лицар ордена Богдана Хмельницького.

## Життєпис
З лютого 2020 — командир 138-го центру спеціального призначення Військової служби правопорядку Збройних сил України.
Під час російського вторгнення в Україну продовжує нести службу із захисту держави.

## Нагороди
- Орден Богдана Хмельницького I ступеня (26 липня 2024) — за особисту мужність, виявлену у захисті державного суверенітету та територіальної цілісності України, самовіддане виконання військового обов’язку[3];
- орден Богдана Хмельницького II ступеня (6 жовтня 2022) — за особисту мужність і самовіддані дії, виявлені у захисті державного суверенітету та територіальної цілісності України, вірність військовій присязі[4];
- орден Богдана Хмельницького III ступеня (28 березня 2022) — за особисту мужність і самовіддані дії, виявлені у захисті державного суверенітету та територіальної цілісності України, вірність військовій присязі[5].